# Nattasaari
Nattasaari är en ö i Finland. Den ligger i sjön Virma och i kommunen Pertunmaa i den ekonomiska regionen  S:t Michel och landskapet Södra Savolax, i den södra delen av landet, 160 km nordost om huvudstaden Helsingfors. Öns area är 0,9 hektar och dess största längd är 180 meter i sydväst-nordöstlig riktning.